# Lúčina
Pour les articles homonymes, voir Lučina.
Lúčina est une commune du district et de la région de Prešov, en Slovaquie.

## Histoire
La première mention écrite du village date de 1787.

## Démographie

### Évolution de la population
| Année:               | 1994. | 2004.   | 2014.    | 2024.   |
| -------------------- | ----- | ------- | -------- | ------- |
| Nombre de personnes: | 153   | 154     | 171      | 155     |
| Différence:          |       | +0,65 % | +11,03 % | -9,35 % |

| Année:               | 2023. | 2024.   |
| -------------------- | ----- | ------- |
| Nombre de personnes: | 157   | 155     |
| Différence:          |       | -1,27 % |